# Rybník u Kochánovic
Rybník u Kochánovic o výměře vodní plochy 0,71 ha se nachází na okraji lesa asi 1 km severně od vesnice Trpišov v okrese Chrudim při Okrouhlickém potoku. Vlastní rybník však již leží na katastru obce Škrovád. Hráz rybníka je přístupná po polní cestě odbočující ze silnice III. třídy č. 34011 vedoucí z Trpišova do města Slatiňany. 
Rybník je v soukromém vlastnictví a je využíván pro chov ryb.

## Galerie

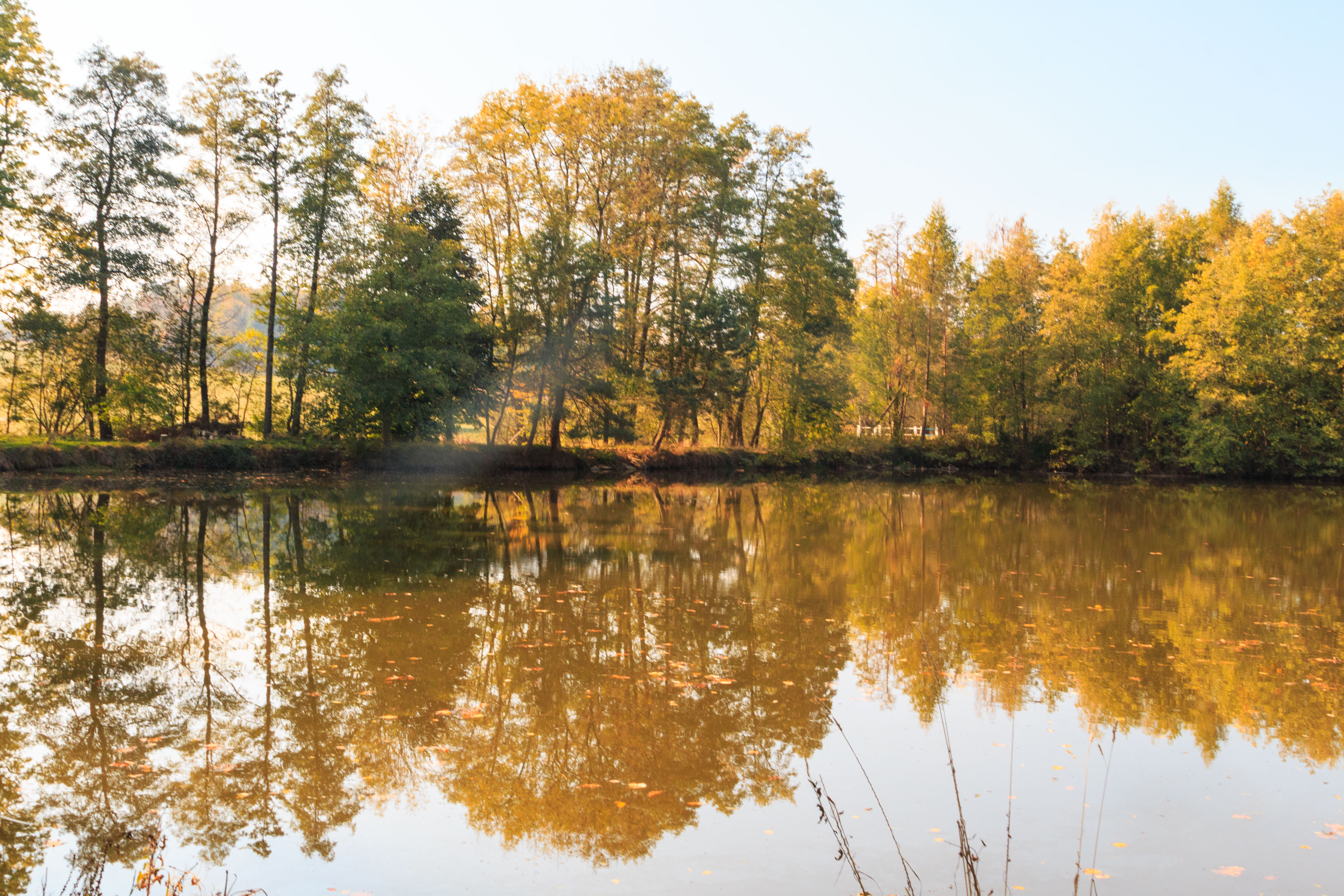
pohled na rybník u Kochánovic
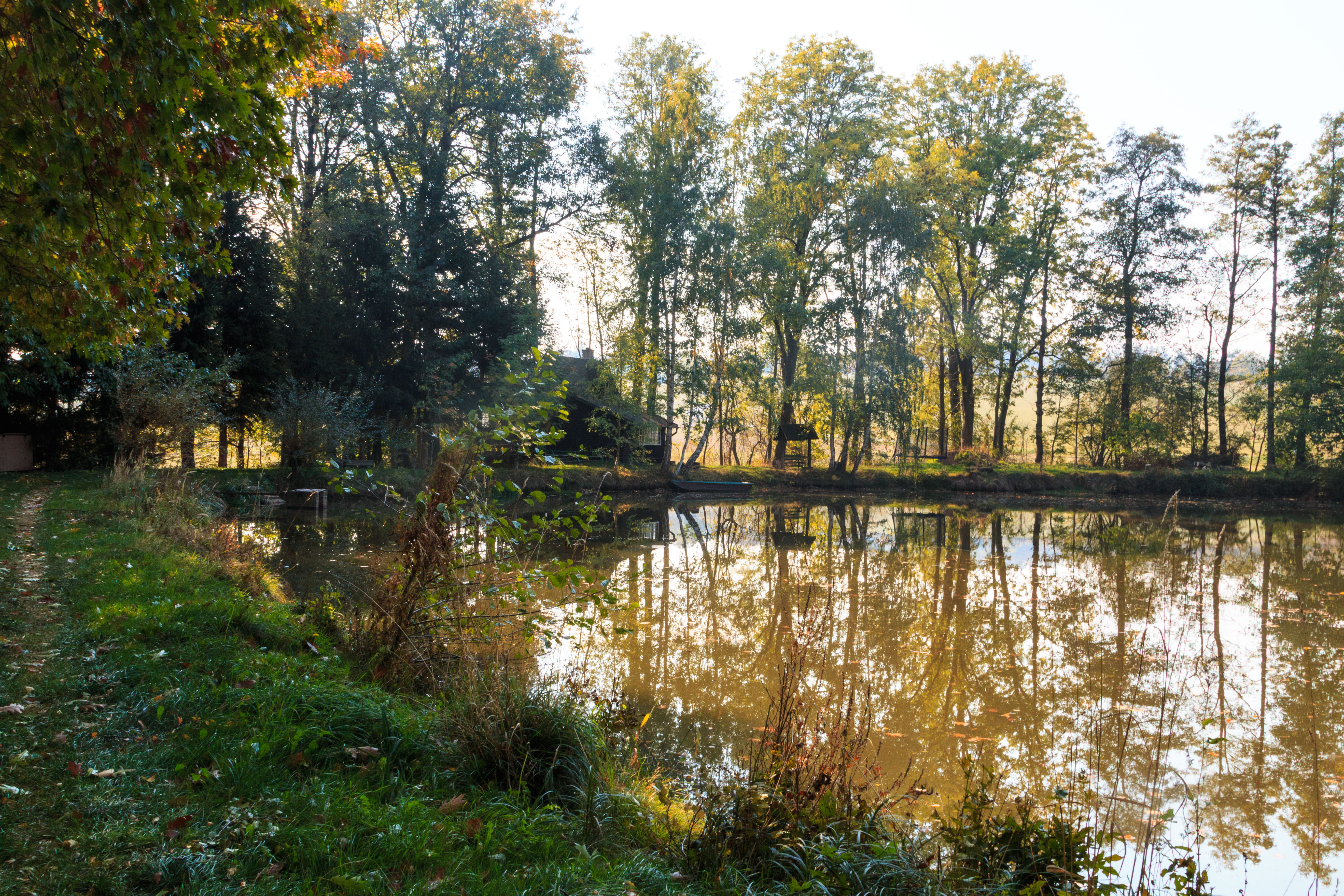
pohled na rybník u Kochánovic
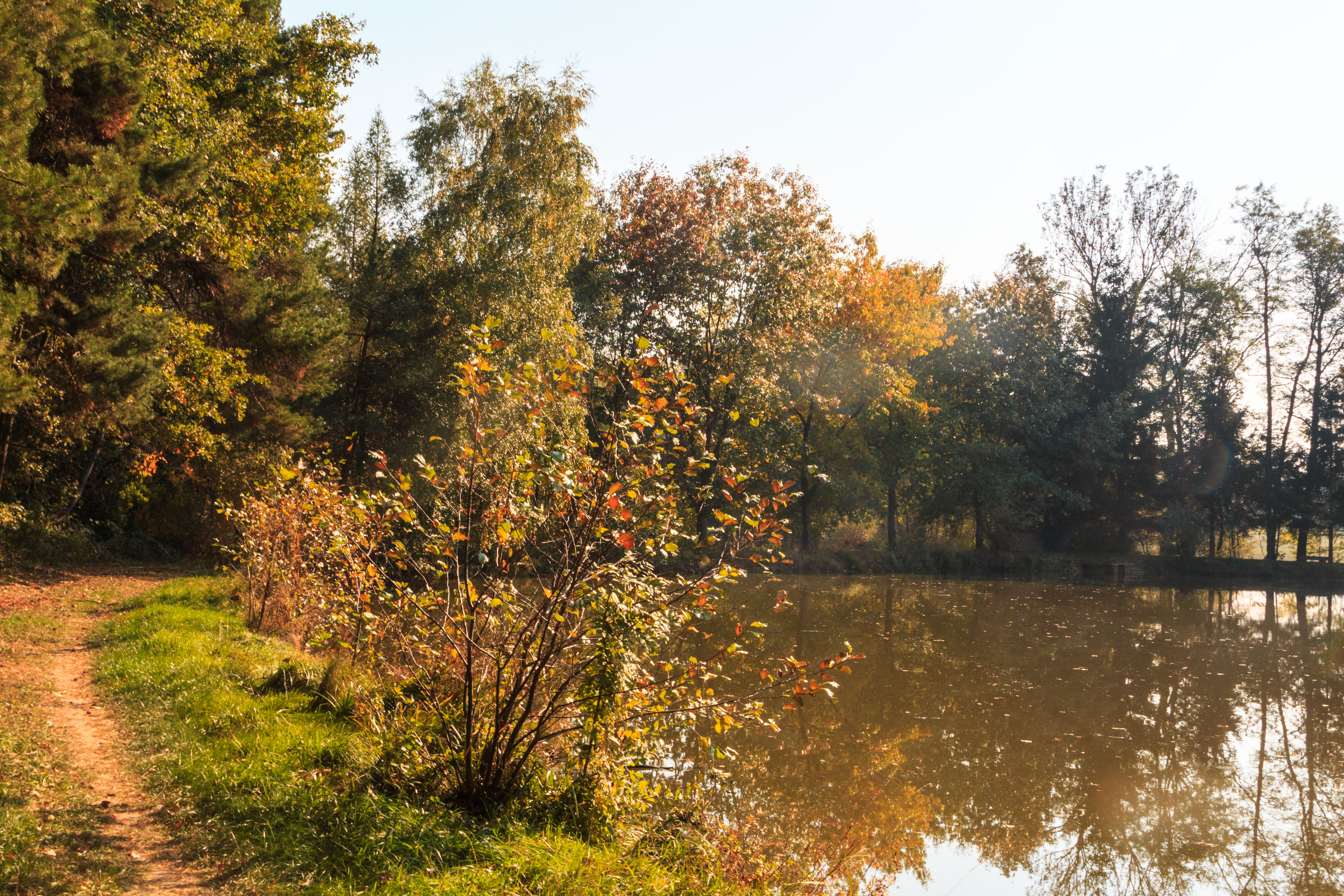
pohled na rybník u Kochánovic